# Иайдо
Иайдо (яп. 居合道 иайдо:, дословно, искусство встречать сидя) — искусство внезапной атаки или контратаки с использованием японского меча (катана). В отличие от кэндо здесь изучается не само фехтование, а именно мгновенное поражение противника с изначально убранным в ножны клинком. Под «мгновенным поражением» понимается быстрое обнажение меча с последующим нанесением удара при опасности, например, когда сидящий впереди человек проявляет признаки агрессии или же берётся за меч. Также в этом виде фехтования нет доспехов, как в кэндо — защитного шлема, жилета и перчаток.

## История иайдо
Исторически роль предшественника иайдо — иайдзюцу — в обучении самурая сводилась к двум основным идеям: во-первых, дать ему возможность заниматься с настоящим мечом (синкэн) без опаски нанести непоправимые увечья своему партнёру или, хуже того, учителю, и, во-вторых, привить ему навыки действий в тех ситуациях, когда необходимо неожиданно атаковать или защищаться, не имея возможности заранее извлечь меч из ножен. Таким образом, иайдзюцу было вспомогательной дисциплиной по отношению к кэндзюцу — собственно искусству фехтования на мечах.
В переводе с японского иайдо — путь иай; в свою очередь иай — мгновенный удар мечом из ножен, быстрая нейтрализация противника (как правило — убийство) и вкладывание меча обратно в ножны. Практикующийся иайдока, стремится контролировать в первую очередь себя, а не своего противника. Искусство иайдо представляет собой изучение и исполнение воображаемых сражений (вадза) без фактического присутствия партнёра. Существуют различные боевые направления, включающие в себя вадза с одним и более воображаемыми оппонентами (с катаной), а также вариации контактных боёв с использованием тренировочного меча: боккэн, иайто. Каждый бой характерен начальным наличием меча в ножнах. Повышенная концентрация и богатое воображение являются неотъемлемыми характеристиками каждого, стремящегося постичь науку иайдо. Для эффективного ведения боя необходимо соблюдать правильное положение тела, выполнять корректные движения, уметь применять секреты захвата рукоятки катаны и точно наносить режущие удары.

### Современное иайдо
В современных условиях владение мечом потеряло своё прикладное значение и стало уделом сравнительно небольшой группы поклонников этого мастерства. Среди них есть те, кто делает упор на изучение практичных способов эффективного извлечения меча из ножен (они обычно предпочитают называть то, чем занимаются, иайдзюцу или баттодзюцу), другие же предпочитают видеть в нём путь к самосовершенствованию через изучение возможностей своего тела, и меч для них играет лишь роль инструмента на этом пути. Иайдо само по себе предоставляет возможность и для того, и для другого, и каждый занимающийся может сам решить, что является для него самым важным.

## Изучение иайдо

Ката в иайдо

Иайдока изучает вариации ведения боя, начинающегося с внезапной атаки, где отражение агрессии происходит быстрее любого движения нападающего. В иайдо нет лишних движений. Каждое действие несёт свой смысл. Техники боёв, как правило, просты и естественны. Тренировки требуют не только физической, но также умственной и интеллектуальной отдачи. За сотни лет развития иайдо передавалось от поколения к поколению и за 450 лет практически не изменилось в своих основах. Владеющие основами иайдо способны отклонить атаку и внезапно атаковать первыми.

### Стиль «мусо дзикидэн эйсин»
Один из распространённых стилей иайдо, практикующийся в Японии — стиль Мусо Дзикидэн Эйсин-рю (яп. 無雙直傳英信流 мусо: дзикидэн эйсин рю:). Эйсин рю основан в XVI веке и является вторым древнейшим видом японских боевых искусств. Хаясидзаки Дзинсукэ Минамото-но Сигэнобу (1546—1621), проживавший в округе Канагава (нынешнее название), известен как основатель эйсин рю и иайдо в целом. Несмотря на массу легенд и преданий, связанных с жизнью Хаясидзаки, точно установлено[кем?], что он вырос в атмосфере времён вражды феодальных кланов. В раннем детстве он переехал в округ Ямагата, где начал изучать всевозможные боевые искусства. За свою жизнь он сумел разработать боевой стиль использования японского меча, который был назван «симмэй мусо рю» («божественно вдохновлённый, не имеющий подобных»). Направление иайдо, разработанное Хиясидзаки, известно под многими именами. Его стиль стал основой для двух наиболее распространённых стилей, ныне известных как эйсин рю и мусо синдэн рю. С тех пор, на протяжении столетий, иайдо изменялось и разветвлялось за счёт нововведений учителей, тренирующих своих учеников. Несмотря на различные техники и тактики, эйсин рю является неизменной основой, благодаря которой иайдо получило своё развитие вплоть до сегодняшнего дня. В настоящее время более десятка признанных в Японии и во многих странах мира наставников продолжают развивать свои направления (ха) как в стиле эйсин рю — иайдзюцу и иайдо, так и в Мусо Синдэн-рю иайдо. Необходимо отметить, что даже внутри одного ха (направления) есть много споров относительно места главы. Тем не менее у приверженцев данного вида искусства есть возможность совершенствоваться под руководством признанных японских наставников.
На сегодня в различных регионах России существует достаточное количество квалифицированных мастеров и наставников, которые имеют устойчивые контакты с известными японскими мастерами различных стилей и школ иайдзюцу, иайдо, баттодзюцу. Многие из мастеров, преподающих древнее искусство владения мечом, имеют личные полномочия представлять различные школы и стили своих наставников из различных префектур Японии. Очень многие подвижники этого древнего искусства регулярно проходят стажировки и сдают квалификационные экзамены непосредственно у руководителей и ведущих наставников в Японии, приглашают своих учителей для проведения мероприятий в регионах Российской Федерации, что способствует дальнейшему развитию иайдзюцу (иайдо) и повышает интерес к этому уникальному культурному явлению.
В рамках международной тенденции к проведению чемпионатов по технике иайдзюцу (иайдо) ряд представителей Российской Федерации участвует в международных чемпионатах по иайдо на уровне чемпионатов Европы, мира, открытых чемпионатах Японии и тому подобных мероприятиях, представляя российские школы иайдзюцу (иайдо), наряду с кэндо и другими видами боевых искусств. В ряде клубов, ассоциаций и федераций иайдзюцу (иайдо) развивается не только как самостоятельный и самодостаточный вид традиционного боевого искусства, но и практикуется в комплексе с техниками кобудо, джиу-джитсу (дзю-дзюцу), айкидо, дзёдо, каратэ, что также не является редкостью во многих школах традиционных японских боевых искусств и приветствуется рядом японских наставников. Тем не менее иайдзюцу (иайдо) является формой самостоятельного традиционного боевого воинского искусства Японии и включает в себя огромный культурный, эстетический, философский, психологический, физический, педагогический и множество других пластов, созданных и развитых десятками и сотнями поколений настоящих мастеров и наставников.
Большинство историков сходятся во мнении, что название эйсин рю произошло от названия главы седьмого поколения — Хасэгава Тикараносукэ Эйсин. Только после двенадцатого поколения иайдо разветвилось на два различных направления: направление, ведущее к Сайто Иямау (глава восемнадцатого поколения стиля Мусо Синдэн), и направление, ведущее к вышеупомянутому Икэда Такаси Сэйко. Существует ряд других, менее известных и реже практикуемых форм иайдо, берущих своё начало от Хаясидзаки Дзинсукэ. Ассоциация Традиций эйсин рю и Федерация иайдо Японии развивают и финансируют стиль эйсин, устраивая соревнования и показательные выступления по всему миру.

## Иайдзюцу
Следует различать иайдо и иайдзюцу. Иайдзюцу — искусство мгновенного обнажения меча, которое имеет чисто практическую направленность, в то время как иайдо (особенно после Второй мировой войны) во многом является дисциплиной, призванной воспитывать дух. Первично именно иайдзюцу (так, раздел иайдзюцу содержится в школе будзюцу Тэнсин Сёдэн Катори Синто-рю, основанной в 1447 году). Иайдо же — это путь самосовершенствования путём выполнения техник иай.